# 101 (tal)
101 (hundraett (fil) eller etthundraett) är det naturliga talet som följer 100 och som följs av 102.
- Hexadecimala talsystemet: 65
- Binärt: 1100101
- Delbarhet: 1 och 101.
- Det 26:e primtalet efter 97 och före 103
- Det enda primtal vars invers har en decimalutveckling med period 4.
- Det 20e palindromtalet
- Det är en primtalstvilling med 103

## Inom matematiken
- 101 är ett udda tal.
- 101 är ett centrerat dekagontal
- 101 är ett extraordinärt tal
- 101 är ett kvadratfritt tal
- 101 är ett aritmetiskt tal
- 101 är det trettonde talet i partitionsfunktionen

## Inom vetenskapen
- Mendelevium, atomnummer 101
- 101 Helena, en asteroid
- M101, spiralgalax i Stora björnen, Messiers katalog

## Övrigt
- 101 brukar användas synonymt med grundkurs eller introduktionskurs i engelsktalande länder. Uttrycket kommer från det amerikanska systemet att numrera kurser inom undervisningen.
- Rum 101 är en tortyrkammare i romanen 1984 av George Orwell.